# Marquesado de Caldas de Montbuy
El marquesado de Caldes de Montbui es un título nobiliario español creado por el rey Alfonso XIII en favor de Ana Girona y Vidal-Quadras, hija del banquero Manuel Girona y Agrafel y viuda de Domènec Sanllehy i Alrich, alcalde de Barcelona, mediante real decreto del 15 de marzo de 1917 y despacho expedido el día 26 del mismo mes.
Su denominación hace referencia a la localidad española de Caldas de Monbuy, en la provincia de Barcelona.

## Marqueses de Caldas de Montbuy
|                           | Titular                                 | Periodo                   |
| Creación por Alfonso XIII | Creación por Alfonso XIII               | Creación por Alfonso XIII |
| ------------------------- | --------------------------------------- | ------------------------- |
| I                         | Ana Girona y Vidal-Quadras              | 1917-1925                 |
| II                        | Carlos de Sanllehy y Girona             | 1926-1974                 |
| III                       | Carlos de Sanllehy y Segura             | 1974-1981                 |
| IV                        | Juan Domingo de Sanllehy y de Madariaga | 1990-hoy                  |

## Historia de los marqueses de Caldas de Montbuy
- Ana Girona y Vidal-Quadras (m. 1925), I marquesa de Caldas de Montbuy.[1]

Casó con Domènec Sanllehy i Alrich, alcalde de Barcelona. El 25 de noviembre de 1926 le sucedió su hijo:
- Carlos de Sanllehy y Girona (m. 1974), II marqués de Caldas de Montbuy, Gran Cruz de Isabel la Católica.[1]

Casó con Clotilde de Sarriera y Roger, IX condesa de Solterra. El 24 de septiembre de 1975, previa orden del 28 de mayo de 1974 para que se expida la correspondiente carta de sucesión (BOE del 28 de junio), le sucedió su sobrino:
- Carlos de Sanllehy y Segura (m. 1981), III marqués de Caldas de Montbuy.

Casó con Margarita de Madariaga y Keinert. El 18 de mayo de 1990, previa orden del 13 de octubre de 1981 que se expida la correspondiente carta de sucesión (BOE del día 26), le sucedió su hijo:
- Juan Domingo Sanllehy y de Madariaga, IV marqués de Caldas de Montbuy.[3]